# توئسین (زیمتنگا)
توئسین شهری در شهرستان زیمتنگا در استان بام در بورکینافاسوی شمالی است و جمعیت آن ۴۳۷ نفر است.